# Комахозапилення

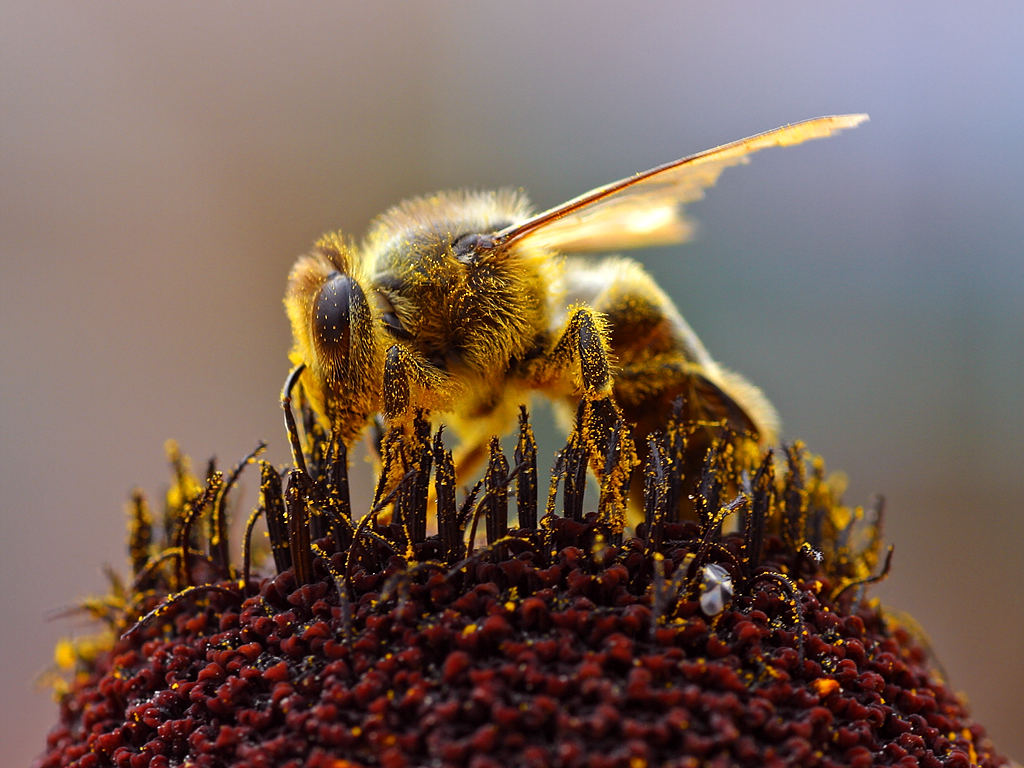
Бджола обліплена пилком

Комахозапилення, ентомофілія — перенесення пилку з однієї рослини на іншу за допомогою комах; вид перехресного запилення. До комахозапильних рослин належать калина, гречка, первоцвіт, мак, квасоля та інші.
До комахозапильних рослин належить до 80 % видів, поширених у різних кліматичних зонах континентів світу.
Оцвітина (частіше віночок) ентомофільних рослин яскраво забарвлена, добре помітна на зеленому тлі листя. Квітки великі або зібрані в суцвіття. Пиляки менші, ніж у вітрозапильних рослин, з меншою кількістю пилку, пилок крупний, липкий, з горбкуватою або шишкуватою поверхнею. На дні віночка в багатьох квіток утворюються нектарники, в яких виробляється запашний солодкий сік — нектар. Виділення нектару залежить від кліматичних умов, ґрунту, стану рослин, часу дня; після запліднення утворення нектару в квітках припиняється.
Найважливішими запилювачами ентомофільних рослин є бджоли. Вони запилюють близько 75—80 % рослин.

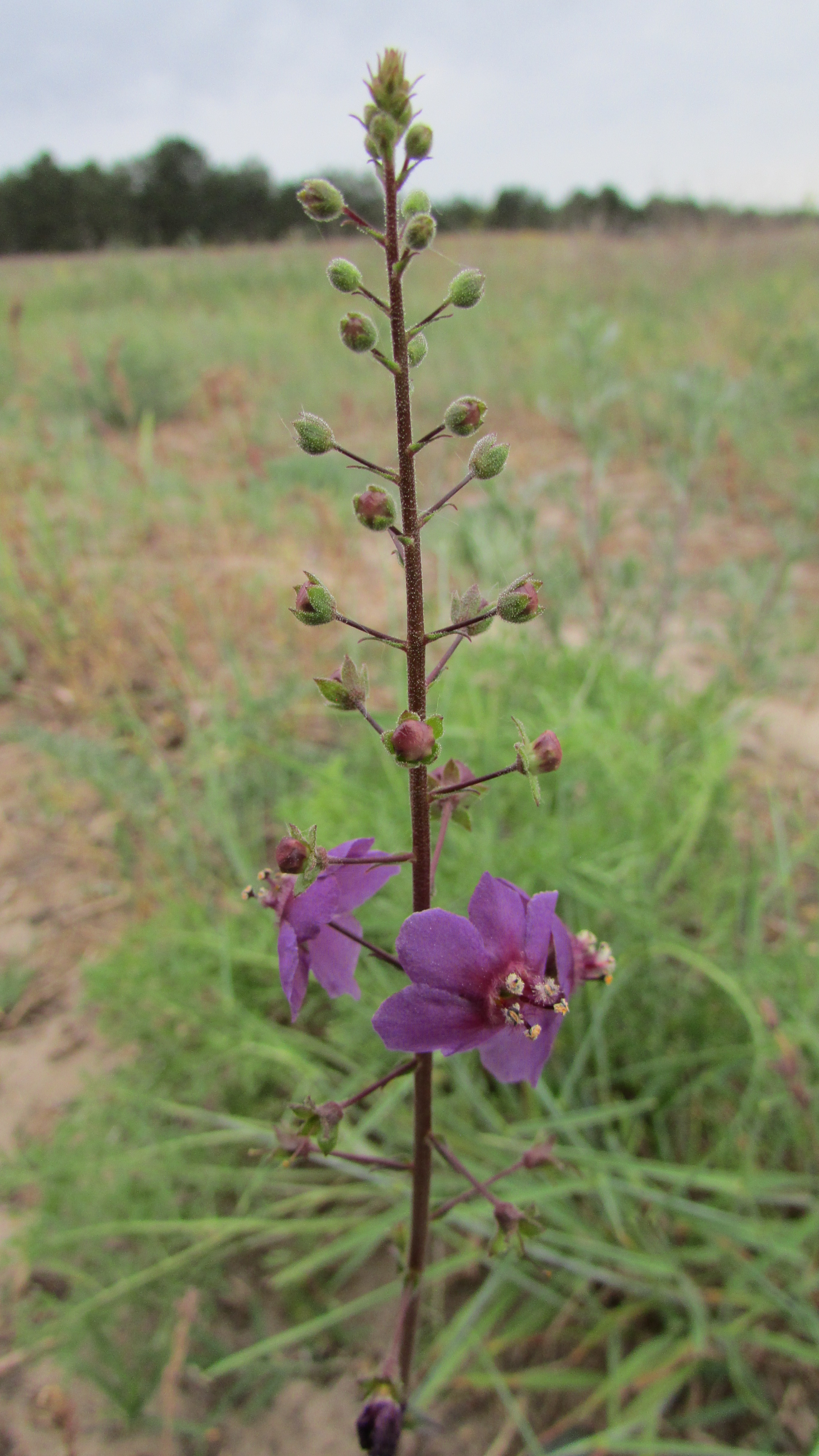
У фіолетової дивини (Verbascum phoeniceum) пелюстки розкриваються вранці й надвечір, лише в похмуру погоду квітки розкриті весь день. Можливо, таким чином рослина заощаджує свій нектар від надто швидкого випаровування

Переважна більшість ентомофільних рослин має відкриту квітку (жовтецеві, розоцвіті, хрестоцвіті та ін.); нектар у них доступний для всіх комах.
У деяких рослин оцвітина (частіше віночок) зросла, витягнута у довгу вузьку трубочку, в глибині якої є нектар. Такі квітки у шавлії лучної, конюшини лучної, які пристосовані до запилення джмелями, кірказона, квітки якого запилюються дрібними мушками, інжиру, квітки якого запилюються осами-бластофагами. Квітки блекоти, дурману, бузини, рафлезії пахнуть гнилим м'ясом, їх охоче відвідують мухи, жуки, які відкладають яйця на гнилому м'ясі, гної.
Самозапиленню запобігає: дихогамія, гетеростилія, роздільностатевість (дводомність).
Пристосування квіток до комахозапилення: яскравий колір квітки, приваблюючий запах нектару, липкий пилок із шипиками.